# 善良女士號轟炸機
善良女士號是一架B-24轟炸機，它在第二次世界大戰期間執行首次作戰任務時失蹤。這架飛機隸屬於美國陸軍航空軍的第376重轟炸機大隊，據信是在1943年4月4日對那不勒斯進行轟炸後，返回位於利比亞的基地時，在地中海上空遭遇事故，連同機上9名機組人員一同失蹤。這架飛機的殘骸在1958年11月9日被一支來自英國石油公司的勘探隊伍，在利比亞沙漠內710公里（440英里）處無意間發現。
根據調查結果顯示，首次執行任務的機組人員，未能意識到他們在沙塵暴中已經飛越了自己的空軍基地。在繼續向南飛行數小時後，當飛機的燃油耗盡時，機組人員只得跳傘逃離。倖存者在沙漠中試圖走向安全地帶，但最終卻不幸身亡。他們的遺骸除一人外，於1960年2月至8月間相繼被尋獲。善良女士號殘骸在最終於1994年8月從墜毀地點被移走，並被運往托布魯克的利比亞空軍賈邁·阿布杜-納瑟空軍基地保存。

## 概要

### 服役

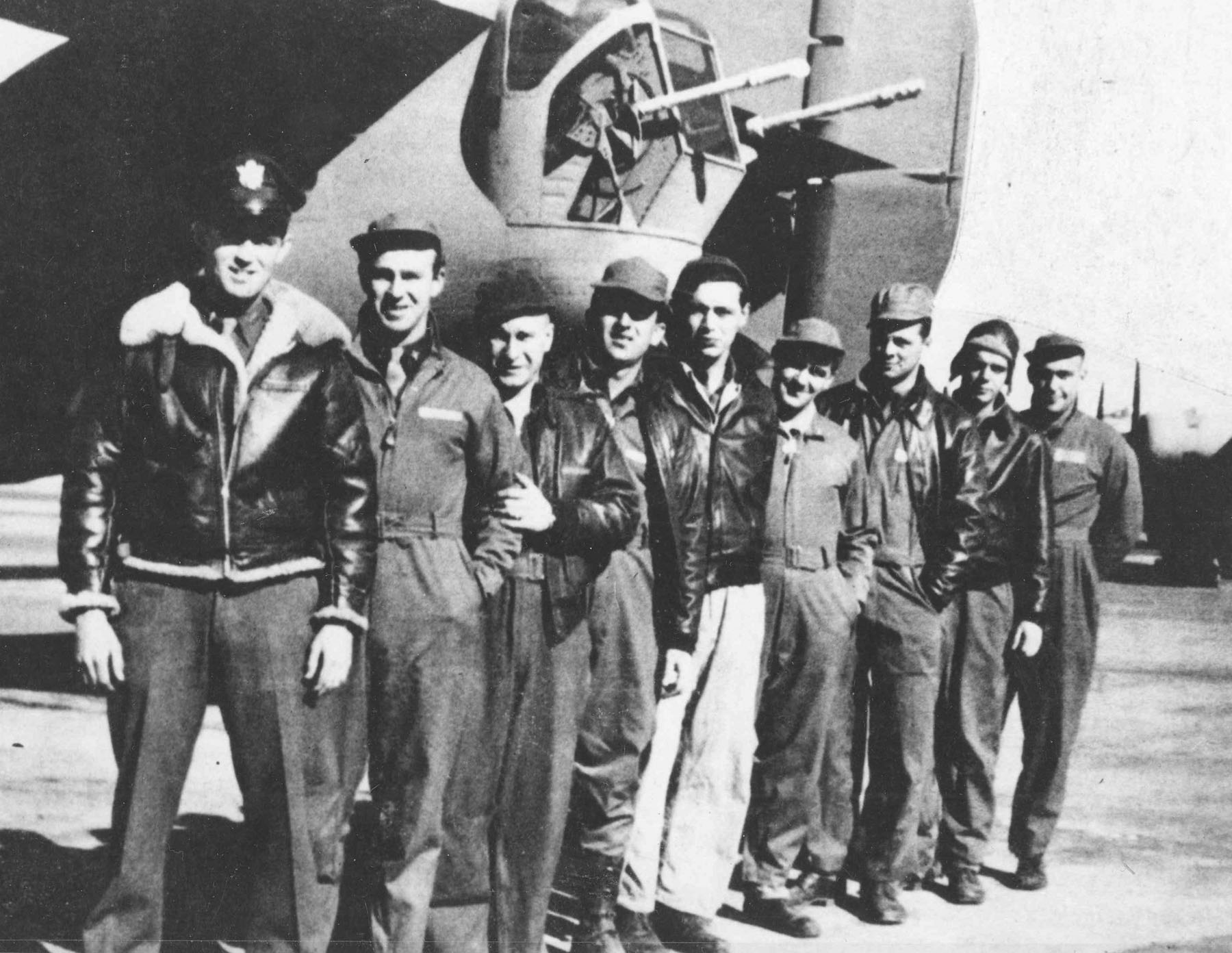
善良女士號機組人員。從左到右：哈頓、托納、海斯、沃拉夫卡、李普斯林格、拉莫特、雪萊、摩爾、亞當斯。

善良女士號是一架全新的B-24D解放者轟炸機，於1943年3月25日剛剛被指派給美國陸軍航空軍第514轟炸機中隊。該中隊隸屬於第376重轟炸機大隊，駐紮在利比亞的索盧奇機場（今贝尼纳国际机场）。這架飛機的陸航軍序號為41-24301，機頭上有編號64的標記。它的名稱「善良女士」則是機組員徒手繪製於前機身右舷的前方位置。
善良女士號的機組人員均為新手，因為他們是在飛機抵達前的3月18日才剛剛進駐利比亞的基地。儘管他們曾經接受過至少20週的訓練，但卻極少進行夜間飛行訓練。4月4日，他們一起執行了首次作戰任務，與其他25架B-24一同參與了當天傍晚的兩批攻擊那不勒斯港口的作戰行動。第一批共有12架B-24，其後是包括善良女士號在內的第二批13架飛機。該次攻擊結束後，預期所有飛機都將返回在北非的基地。

#### 機組人員
- 威廉·哈頓中尉（1st Lt. William J. Hatton），正駕駛[2]
- 羅伯特·托納少尉（2nd Lt.Robert F. Toner），副駕駛[3]
- D.P.海斯少尉（2nd Lt. D.P. Hays)，領航員暨機首砲手[4]
- 約翰·沃拉夫卡少尉 (2nd Lt. John S. Woravka)，投彈手[5]
- 哈羅德·李普斯林格三等士官長 (T/Sgt. Harold J. Ripslinger)，飛行工程師暨頂塔砲手[6]
- 羅伯特·拉莫特三等士官長 (T/Sgt. Robert E. LaMotte)，無線電手[7]
- 蓋伊·E·雪萊上士 (S/Sgt. Guy E. Shelley)，機腰砲手暨助理飛行工程師[8]
- 弗農·摩爾上士 (S/Sgt. Vernon L. Moore），機腰砲手暨助理無線電手[9]
- 山繆·E·亞當斯上士 (S/Sgt.Samuel E. Adams），機尾砲手[10]

### 作戰
1943年4月4日當天，善良女士號是第二批13架飛機當中最後幾架起飛的飛機之一，於當地時間下午2時15分從位於班加西附近的索盧奇機場起飛，在加入編隊後繼續飛往那不勒斯。然而，一場沙塵暴導致機隊中的8架B-24放棄任務返航索盧奇，只剩下4架飛機繼續執行任務。當善良女士號於晚上7時50分飛抵那不勒斯，處於高度25,000英尺（7,600米）的空中時，由於能見度不佳使得主要目標被遮蔽。2架B-24在返航時只攻擊了次要目標，而另外2架飛機則將炸彈都投棄在地中海，以減輕重量並節省燃料。

### 失蹤
善良女士號於當晚獨自飛回位於利比亞的基地。4月5日凌晨12時12分，正駕駛威廉·哈頓中尉向基地發出無線電訊號，表示機上的自動定向儀失靈，並詢問基地所在位置。機組人員似乎飛越了基地，未能注意到地面上基地人員為吸引他們注意而發射的照明信號彈。接下來的2個小時，他們繼續向南方向飛越北非，深入撒哈拉沙漠。最後失蹤。
在善良女士號失蹤以後，人們普遍認為該機可能已經墜海，從索魯奇基地展開的搜救任務中，也未能找到任何有關飛機或機組人員的線索。

## 發現

### 殘骸
1958年11月9日，一支英國石油公司的石油探勘隊在利比亞庫夫拉省東北部偶然發現了墜機地點。他們聯繫了美國空軍惠勒斯空軍基地的指揮部，但因為沒有記錄表示該地區有任何飛機失踪，因此探勘隊並沒有對飛機進行調查。:p.25雖然如此，該地點仍被標記在地圖上，供計劃於隔年出發探索卡蘭西奧沙漠的另一支石油探勘隊使用。:p.25事後調查發現，早在1958年5月16日，英國銀城航空公司的DC-3達柯塔班機飛行員艾倫·弗羅斯特（Allan Frost）就在飛越利比亞沙漠時發現疑似飛機的殘骸，同年6月15日的另一架航班也曾有目擊紀錄。
1959年2月27日，英國石油探勘員戈登·鮑爾曼（Gordon Bowerman）、地質學家唐納·謝里登（Donald Sheridan）和約翰·馬丁（John Martin）在距離索盧奇機場東南方710 km（440 mi）處、26°42′45.7″N 24°01′27″E / 26.712694°N 24.02417°E的地點發現了飛機殘骸。他們進入殘骸調查，發現飛機雖然已經斷成兩截，但整體保存完好，機上的機槍、無線電等器械仍然能夠使用，並遺留有部分食物和飲水。甚至在機上還發現了一個熱水瓶，裡頭裝的茶仍然可以飲用。然而，在機上及墜機地點周圍都沒有發現任何人體遺骸，也沒有發現降落傘。根據殘骸的前述證據，鮑爾曼等人猜測機組人員已經跳傘。領航員D.P.海斯的飛行日誌也在機上被發現，但日誌中並未提及當年機組人員從那不勒斯返航途中飛機的行動。當時，海斯正在進行他的首次作戰任務。
事後，鮑爾曼將他們的發現通知惠勒斯空軍基地，基地獲報後，隨即於5月26日派出搜救小組前往墜機地點。

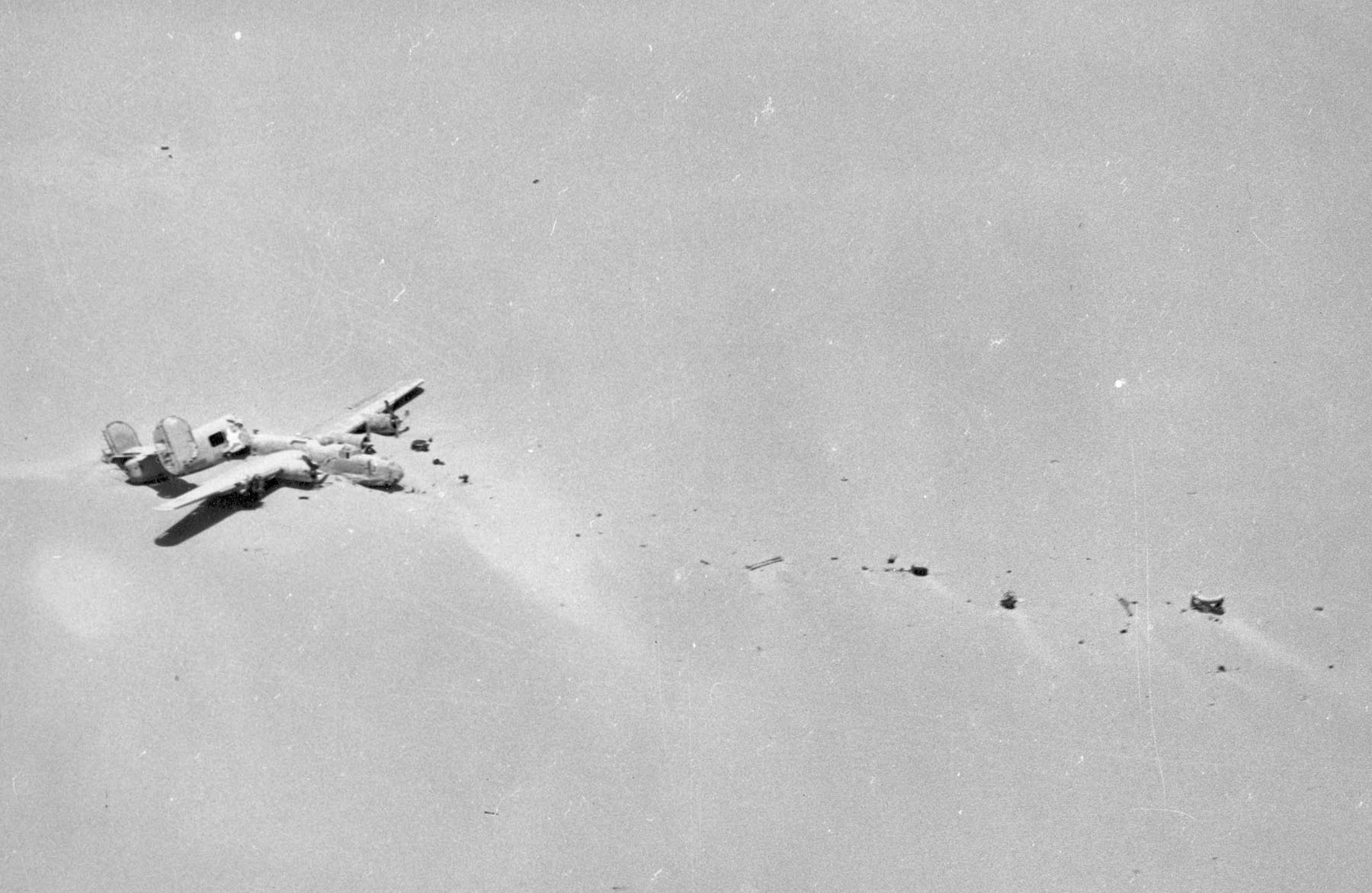
善良女士號殘骸
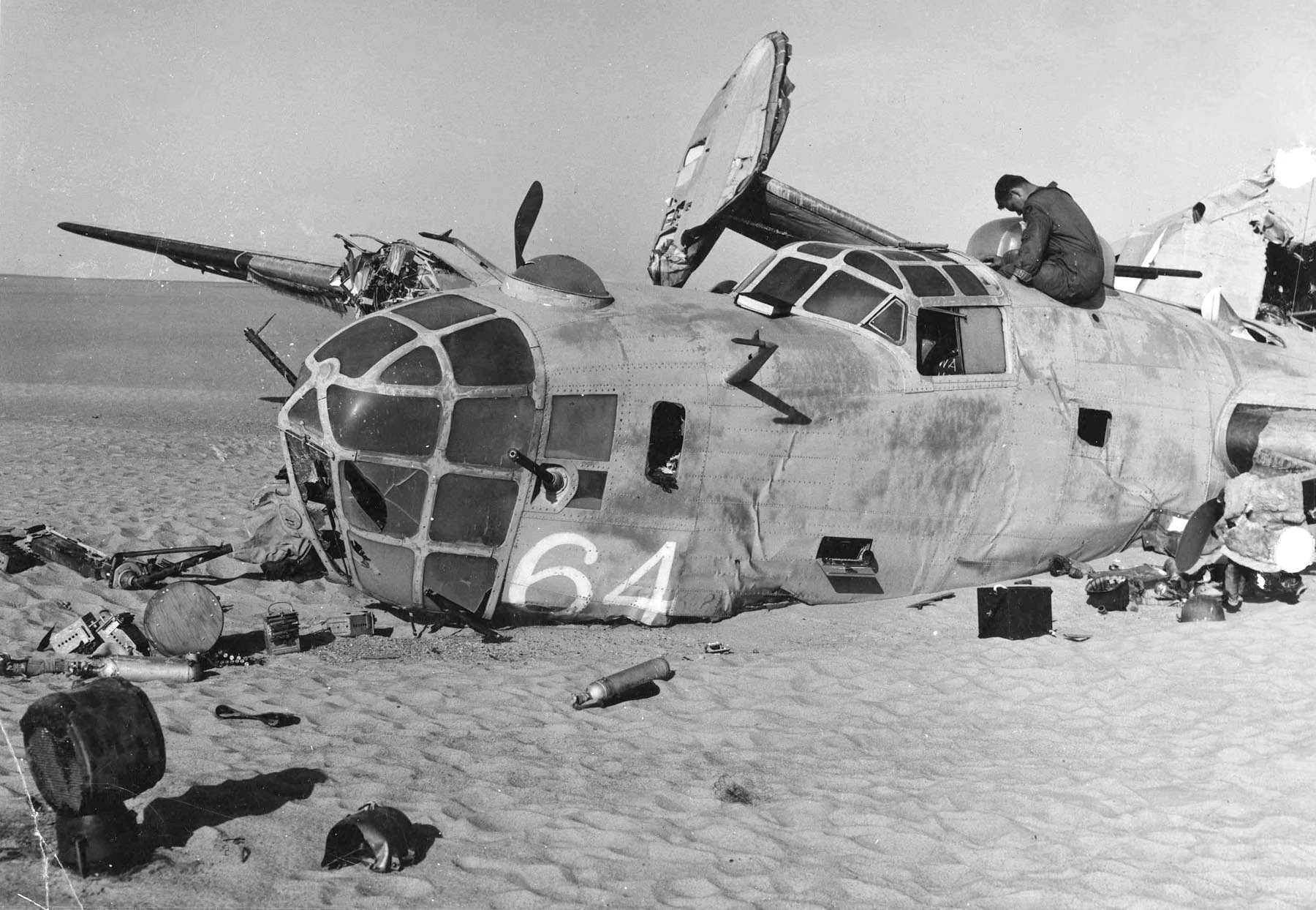
駕駛艙和機頭完好無損，機槍仍在原處
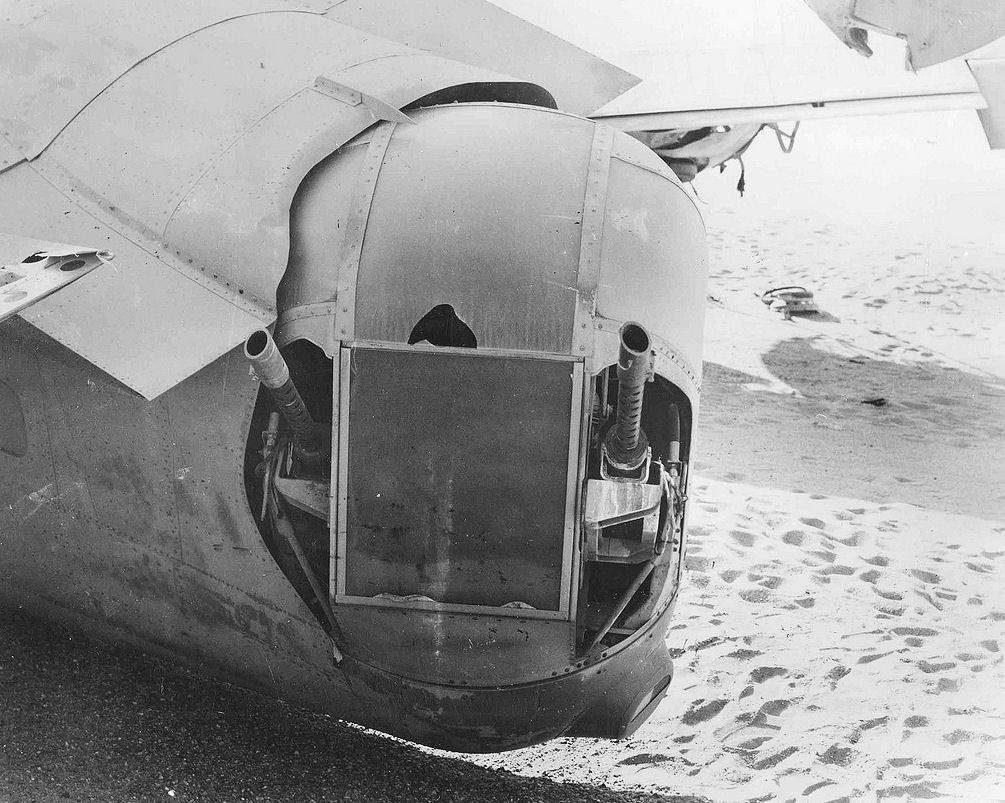
機尾砲塔
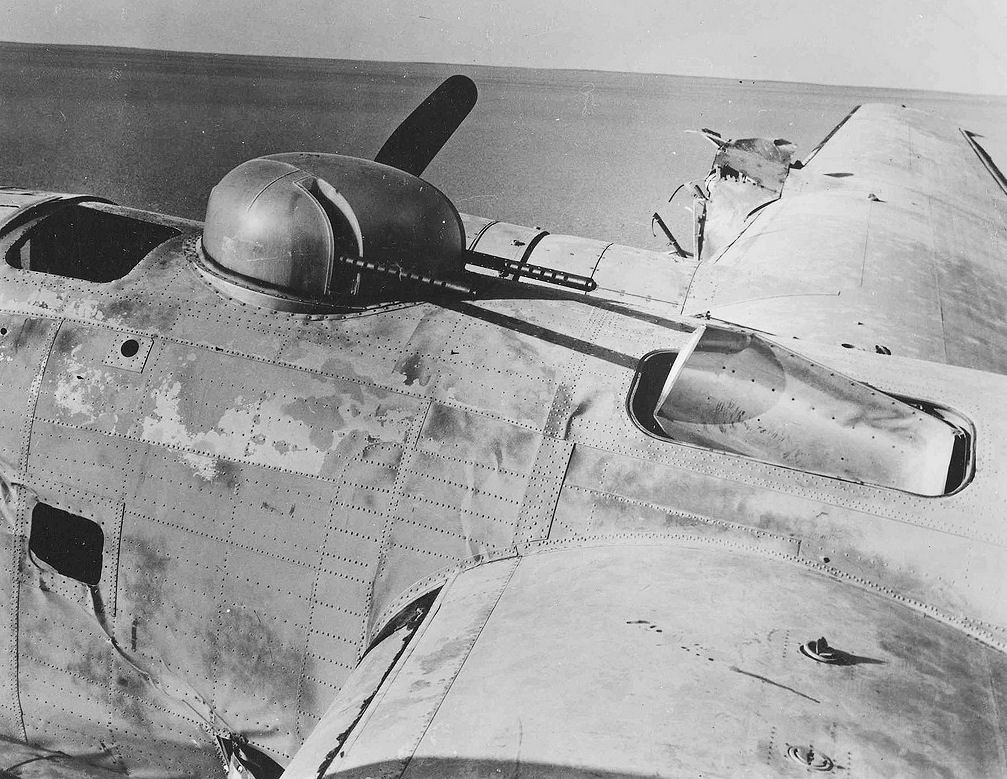
頂部砲塔和機身中段

### 機組人員遺骸
1959年5月至8月，來自惠勒斯基地，由美國陸軍和空軍人員共同組成的搜救小組，開始對善良女士號墜機地點進行初步調查，並進行了廣泛的地面搜索，以及由地面引導的空中搜索。儘管數個月以來對該地區進行了仔細的地毯式搜索，但是搜救小組仍未能找到任何機組人員的遺體。然而，小組人員確實找回了一些機組人員的裝備，例如降落傘、飛行靴和用降落傘製作的箭頭標記。據推測這些標記是機組人員用來標記他們的行蹤。但是在經過數月的努力後，「由於設備開始惡化和失效，以及機組人員遺骸可能已經完全被流沙掩埋，使得進一步搜救變得不切實際，最終，搜救被迫放棄。」
1960年2月，在首次搜救結束6個月後，善良女士號上其中5名機組人員的遺骸被英國石油公司的石油探勘隊發現。美國陸軍軍需兵團墳墓登記處的官員返回利比亞，對現場進行處理。5具遺骸被確認為哈頓中尉、托納少尉、海斯少尉、拉莫特三等士官長和亞當斯上士。現場還發現了許多個人物品，包括水壺、手電筒、降落傘碎片和飛行夾克。其中最具啟發性的是托納少尉的日記。在找到9名機組人員中的5名後，美國陸軍進行了最後一次努力，試圖尋找剩下的4名機組人員。。這次最終的搜索行動被命名為「高峰行動（Operation Climax）」，由陸軍和美國空軍聯合執行。這個聯合行動動用1架美國空軍C-130運輸機和2架陸軍的H-13直昇機。首先，英國石油公司的探勘隊在1960年5月12日，在之前5具遺骸被找到的位置的西北方39（24英里）處發現雪萊上士的遺骸。隨後，一架美國陸軍直升機於5月17日又在雪萊上士遺骸的西北方42（26英里）處發現了李普斯林格三等士官長的遺骸。李普斯林格的遺骸所在地已經距離墜機地點超過320（200英里），但距離索魯奇空軍基地仍有159（99英里）之遙。 這是巔峰行動期間找到的唯二遺骸。其中，李普斯林格的遺體被埋在兩個沙丘之間的空洞中，呈胎兒姿勢，專家們推測他是在夜間為了保暖而死亡的。
另一支同屬英國石油公司的探勘隊伍則於8月11日發現沃拉夫卡少尉的遺骸，遺骸身上仍穿著救生衣，位於距離機組員落地後的最初集合點800公尺處，後由美國空軍將其遺骸帶回。
機腰砲手摩爾上士的遺骸從未被正式宣告尋獲。有可能在1953年時由英國陸軍的沙漠巡邏隊發現並埋葬，但當時並不知道該地區有任何盟軍空軍機組人員失蹤，因此這些人類遺骸僅被記錄下來，未經進一步調查即被埋葬。

## 分析

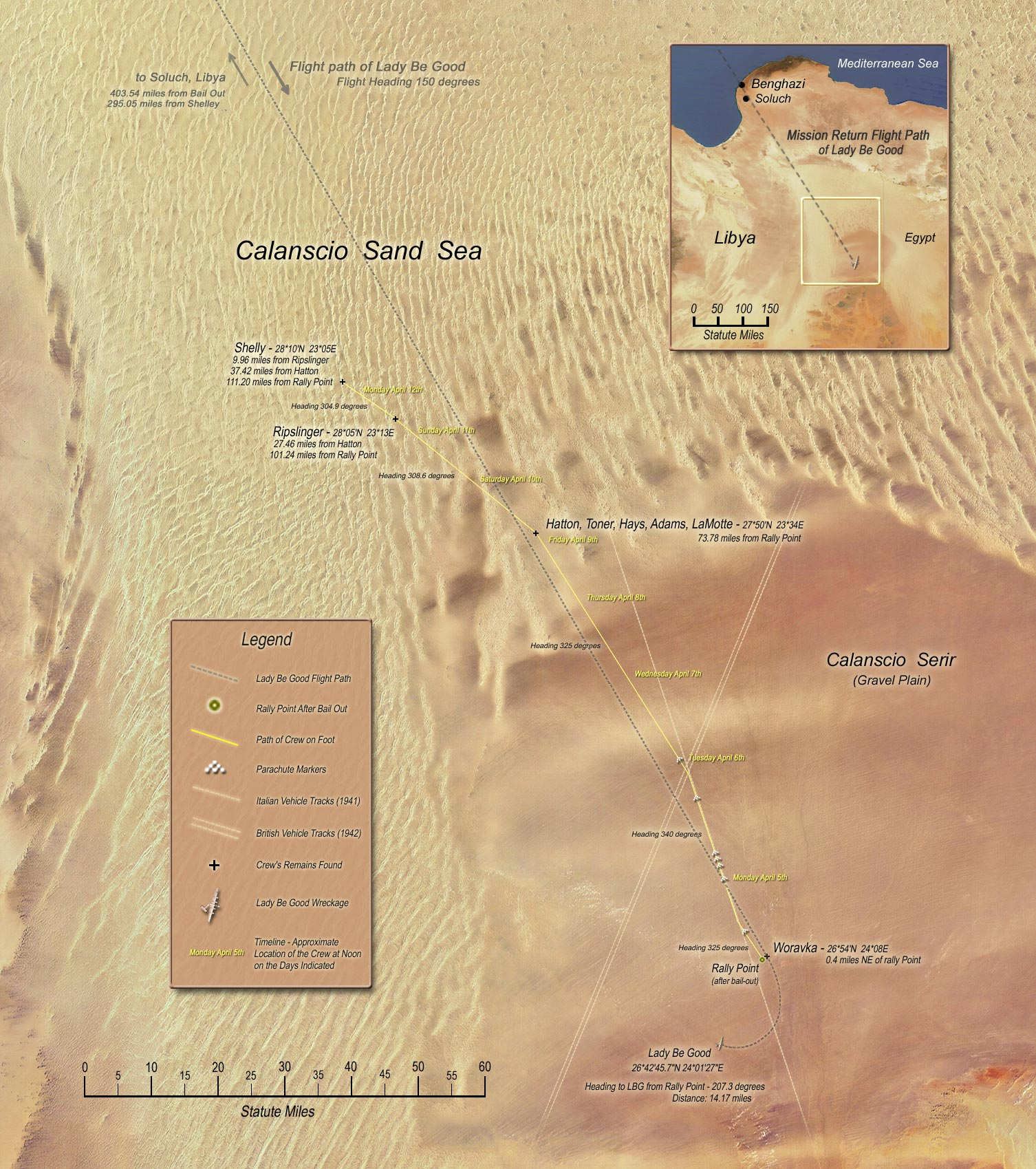
善良女士號機組人員遺體的位置和不同的距離。

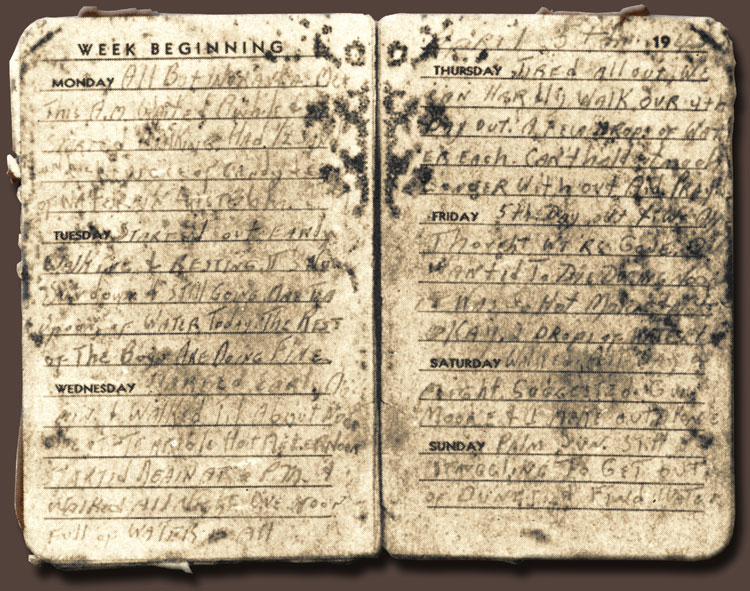
李普斯林格的日記

在對善良女士號的遺骸和個人物品進行調查後，調查人員發現9名機組人員中有8名成功從飛機上跳傘，安全降落在沙漠地帶。他們彼此透過對空鳴槍和發射信號彈來確定位置並集合。然而，投彈手沃拉夫卡少尉從未能與其他人會合。根據在他的遺骸附近的降落傘配置顯示，他的降落傘並未完全張開，這導致沃拉夫卡因為快速墜落地面而當場墜地身亡。:p.38
調查人員另外在托納及李普斯林格兩人的口袋中分別找到了一本日記，它們都記錄了機組人員徒步北行時的苦難經歷。紀錄表明當他們跳傘時，沒有人意識到他們實際上已經是在陸地上空飛行，或者他們距離地中海利比亞海岸已經有400英里（640公里）遠。:p.31調查人員猜測夜間黑暗而空曠的沙漠地面，可能被機組人員誤判為無邊無際的海洋。
這些跳傘倖存的機組人員後來在北行求援時死亡，因為他們認為自己距離地中海海岸相當近。在路途中，他們留下了飛行靴、降落傘碎片、救生衣和其他物品作為標記，以向可能的搜救隊顯示他們走的路徑和方位。
日記中還記錄了機組人員曾經在沙漠中生存了8天，只有一個半滿的水壺供大家共同使用（每人每天一瓶蓋份）。從墜機地點行進了210（130英里）後，哈頓、托納等5名機組人員的遺骸位置顯示他們留在原地等待，而其他3人（雪萊、李普斯林格和摩爾）則繼續向北出發以尋求幫助。雪萊的遺骸後來在哈頓等人停留處的51（32英里）之外被發現，而從雪萊遺骸所在地再往前69（43英里）則發現了李普斯林格的遺骸。
根據美國陸軍軍需兵團墳墓登記處的官方報告指出：
該飛機原本計劃沿著150度的航向前往索盧奇機場。在索盧奇地區時，飛機透過無線電取得來自機場高頻定向儀的方向讀數，並得到了330度的讀數。然而，飛機卻飛行了440英里（710公里）進入沙漠地帶，這說明領航員可能誤判了從自機背後的地面無線電環形天線發出的方向讀數，以為自己正沿著正確的航向飛行，但實際上飛機已經偏航至索盧奇機場南方的位置。

善良女士號的領航員誤以為他們是正從地中海直飛班加西，但索盧奇機場的高頻定向儀只有一個環形天線:p.28，無法區分飛機前方或後方的信號，因此連帶無法識別反向讀數。讓飛機不論是從地中海飛來還是從內陸飛出，收到的讀數都會是一樣的。
如果機組人員知道他們的實際位置，他們可能有機會倖存下來。如果他們向南行進與北行相同的距離，該小組可能會到達瓦迪·齊根的綠洲。在機組人員跳傘後，善良女士號繼續向南飛行了42（26英里）才降落，機組人員也有可能找到飛機相對完整的殘骸，以及其中的飲水和食品。機上還可以使用的無線電也可以用來對外求救。:p.38

## 遺物

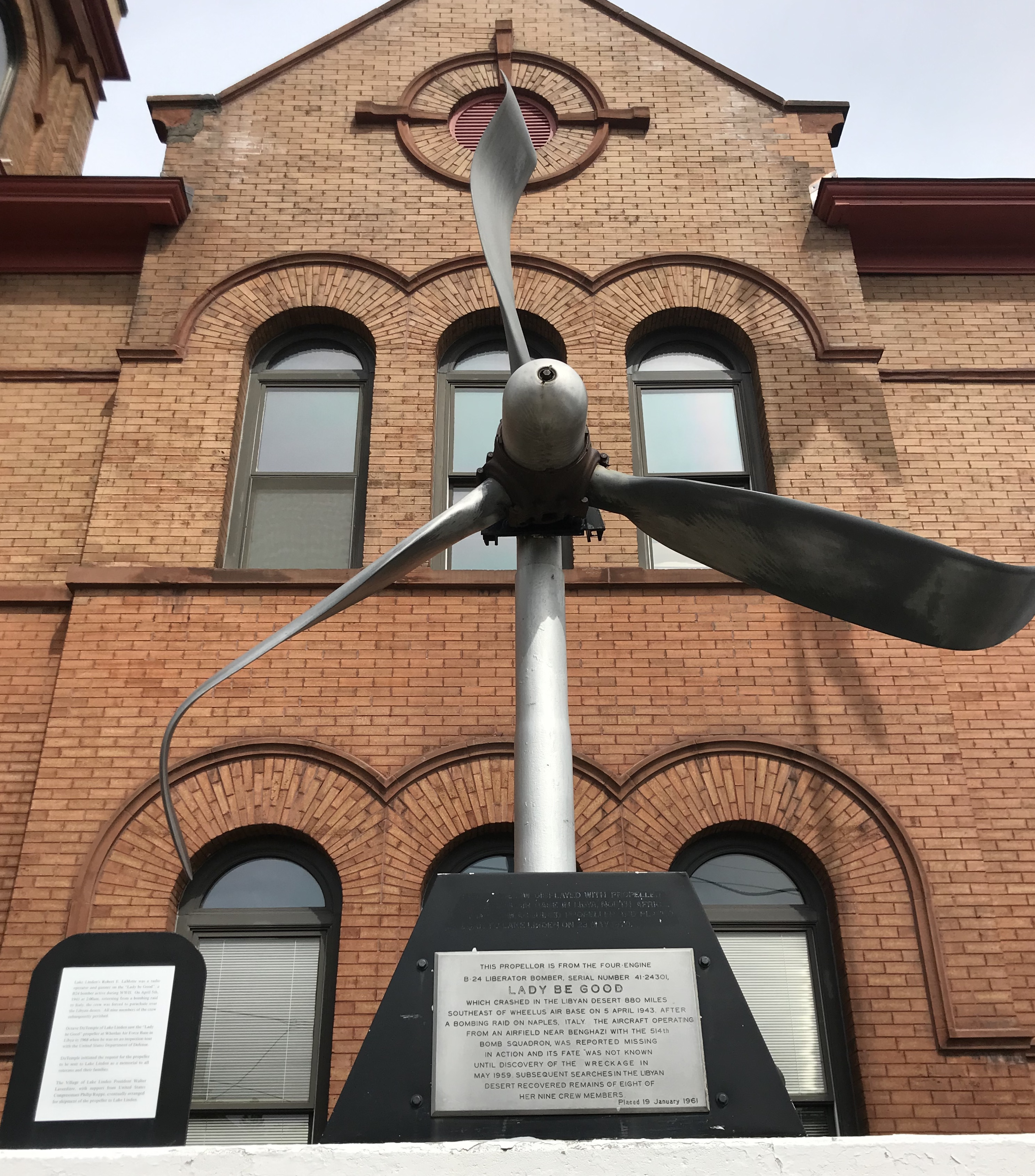
目前在密西根州萊克林登展出的善良女士號螺旋槳
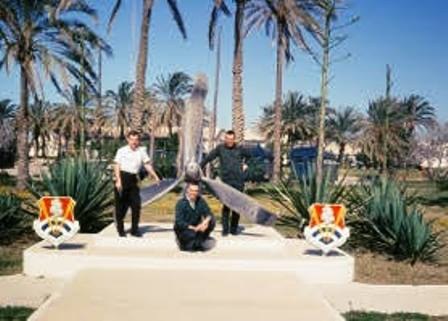
位於惠勒斯空軍基地的紀念碑，約1967年所攝影
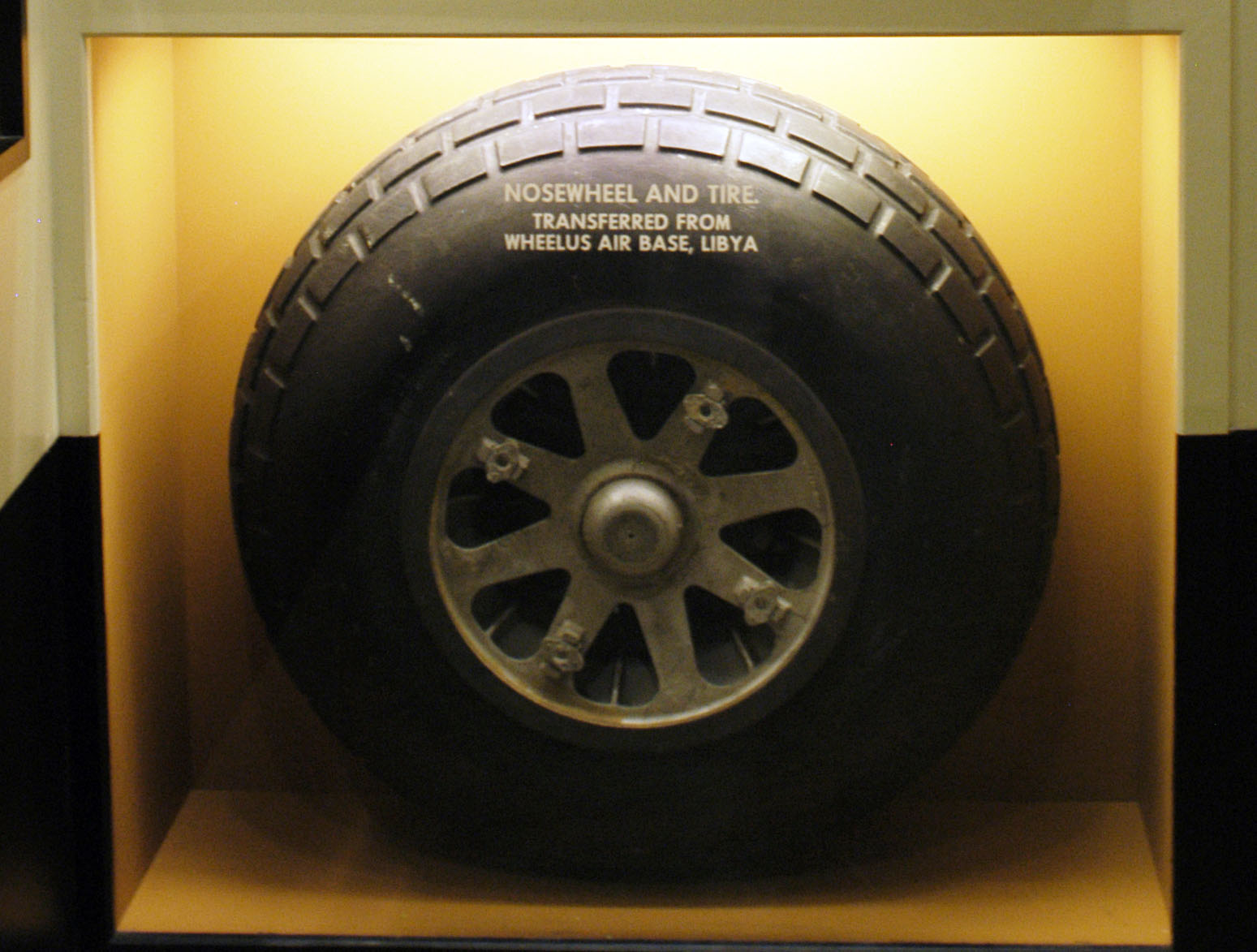
善良女士號前輪
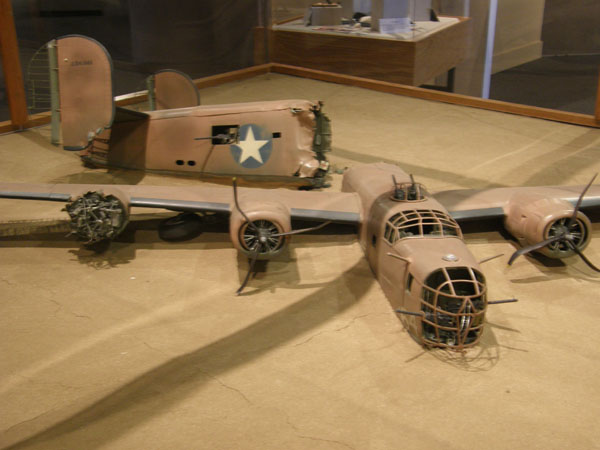
孤星飛行博物館（英语：Lone_Star_Flight_Museum）的善良女士號立體模型

確認了善良女士號的身份後，飛機的一些零件被拆下並送回美國進行評估，而其餘的殘骸則留在原地。但此後殘骸連番遭到其他石油探勘隊或紀念品獵人的侵擾與破壞，幾乎面目全非。1994年8月，由法德爾·阿里·穆罕默德博士（Dr. Fadel Ali Mohamed）領導的團隊，將殘存的飛機殘骸運回托布魯克的賈邁·阿布杜-納瑟空軍基地（或稱托布魯克國際機場）保存。
目前，一些善良女士號的零組件可以在美國空軍國家博物館中看到。還有一具螺旋槳陳列在羅伯特·E·拉莫特三等士官長的家鄉－密西根州萊克林登的村立公會堂前。
位於維吉尼亞州格雷格-亞當斯堡的美國陸軍軍需博物館收藏了機組人員的一些個人物品，如手錶、絲質生存地圖和飛行服。1963年，美國空軍列兵隆·派克（Ron Pike）獲得飛機的高度計和岐管壓力表，它們現在陳列在加利福尼亞州里弗塞德附近的馬奇菲爾德空軍博物館。1968年，一支英國皇家空軍調查隊前來墜機地點運走了一些零件，包括1具發動機（後來捐贈給美國空軍），供麦克唐纳-道格拉斯公司進行評估。
從善良女士號中取出並進行技術評估的一些零件，後來被重新運用於屬於美國軍方的其他飛機。然而，接收了這些零件的一些飛機卻不約而同都發生了意外。例如，一架裝有善良女士號的幾個同位儀傳送器的道格拉斯C-54空中霸王運輸機因為螺旋槳故障，必須拋棄機上全部貨物才能安全降落。一架收到無線電接收器的C-47運輸機在地中海失事墜海，還有一架隸屬美國陸軍、裝有善良女士號的座椅扶手的DHC-3水上飛機，在利比亞錫德拉灣墜毀。僅有幾塊飛機的殘骸被沖上岸，其中之一就是善良女士號的扶手。

### 紀念
為了紀念善良女士號及其殉職機組人員，一扇彩繪玻璃窗戶被安裝在惠勒斯空軍基地的小教堂中。1971年，隨著美國空軍從惠勒斯基地撤離，這扇彩繪玻璃窗被拆卸，運送到美国空军国家博物馆重新組裝起來。

## 改編作品
《阿姆斯壯劇院：幽靈轟炸機——善良女士號》是《阿姆斯壯劇院》節目的一集，專題調查了善良女士號的失踪事件。節目包括對關鍵事件的戲劇再現，以及對參與同一任務的另一位飛行員和對該事件進行調查的軍官的採訪。 
善良女士號的事件後來在幾部電視節目和電影中間接地被提及：
- 《國王九號不會回來（英语：King_Nine_Will_Not_Return）》：《陰陽魔界》在1960年播映的一集，講述了B-25米切尔型轰炸机機組成員發現自己獨自一人在沙漠中與飛機殘骸相伴的故事。在該集中，機組成員的墓碑上標註的日期是「1943年4月5日」，即善良女士號失蹤的日子。[22]然而，該集中所展示的善良女士號的殘骸實際是一架較小較輕的B-25中型轟炸機（英语：Medium_bomber）（具體型號42-32354），而劇中的報紙圖片則是該劇的佈景照，而非實際的善良女士號。

- 《鳳凰號》：埃爾斯頓·特雷弗（英语：Elleston_Trevor）於1964年創作的小說，講述了一群油田工人在貨運飛機墜毀後被迫在沙漠中生存的故事。該小說後來被改編為1965年同名電影（英语：The_Flight_of_the_Phoenix_(1965_film)），以及2004年的重拍版本。

- 《唯一的倖存者（英语：Sole_Survivor_(1970_film)）》：1970年製作的電視電影，講述一個代號「家庭運動」（Home Run）的B-25米切爾中型轟炸機在利比亞沙漠中的故事。由於該飛機是B-25，而不是更大更長程的重型轟炸機B-24，所以該電影中的飛機僅飛行了480公里（300英里）的內陸。[23]

## 另見
- 比爾·蘭卡斯特（英语：Bill_Lancaster_(aviator)）：他在1933年4月20日嘗試駕駛「南十字小號」執行英格蘭至南非航線，時在撒哈拉沙漠中迷路並身亡；他的遺體和飛機殘骸於1962年2月12日被發現。
- 《人的大地》：法國飛行員安托万·德圣埃克絮佩里1939年的自傳，詳細描述了他在1935年於班加西和開羅之間的撒哈拉沙漠飛機失事後的生還情況。
- SM.79食雀鷹MM.23881（英语：Savoia-Marchetti_SM.79_Sparviero#MM._23881）：一架義大利魚雷轟炸機，在1941年因迷航而在撒哈拉沙漠失蹤，並於1960年在利比亞沙漠被發現
- 庫夫拉慘案（英语：Tragedy_at_Kufra）：1942年5月，三架布倫亨式轟炸機墜毀在撒哈拉沙漠後，11名南非空軍人員因口渴和暴露而死亡。
- 東方航空401號班機空難：一架洛克希德L-1011飛機，同樣有傳言稱其殘骸部件被用於其他飛機後也受到了詛咒。

## 外部連結
- Diaries of Co-Pilot Robert F. Toner and Tech. Sgt. Harold J. Ripslinger （页面存档备份，存于）
- 376th heavy bomb group
- BoksburgHistorical.com: African Relics (Calanshio Sand Sea and Lady Be Good)
- "Body and wallets lie among 200-foot dunes" (Lady Be Good in the Calanshio Sand Sea)